# Нарсингди-Садар
Нарсингди-Садар (бенг. নরসিংদি সদর, англ. Narsingdi Sadar) — подокруг на востоке Бангладеш. Входит в состав округа Нарсингди. Образован в 1930 году. Административный центр — город Нарсингди. Площадь подокруга — 213,44 км². По данным переписи 1991 года численность населения подокруга составляла 451 335 человек. Плотность населения равнялась 2115 чел. на 1 км². Уровень грамотности населения составлял 24 %. Религиозный состав: мусульмане — 91,22 %, индуисты — 8,65 %, христиане — 0,02 %, прочие — 0,11 %.